# Steve Jenkner

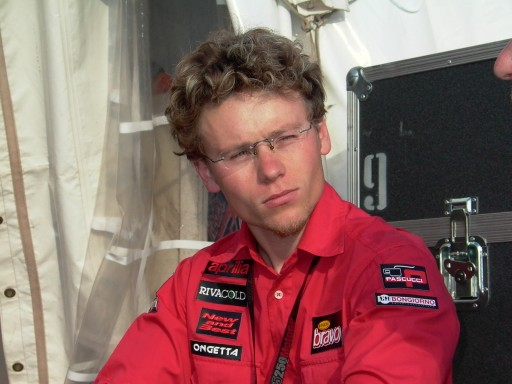
Steve Jenkner in Welkom 2004

Steve Jenkner (* 31. Mai 1976 in Lichtenstein) ist ein ehemaliger deutscher Motorradrennfahrer.
Er ist gelernter Gas-Wasser-Installateur und lebt mit Ehefrau Mandy und den beiden gemeinsamen Kindern in Hohenstein-Ernstthal, in unmittelbarer Nähe zum Sachsenring. Sein Sohn Moritz ist ebenfalls Motorradrennfahrer.

## Karriere
Seine Motorsportkarriere begann Steve Jenkner 1989 in der ADAC Mini-Bike Meisterschaft, in der er 1990 den ADAC-Förderpreis erlangte. Über die Stationen ADAC Junior Cup und Internationale Deutsche Meisterschaft sowie Gaststarts in der Europameisterschaft gelang ihm 1997 der Sprung in die Motorrad-Weltmeisterschaft.
Seither arbeitete Steve Jenkner stetig an seinen Fähigkeiten, der Durchbruch gelang ihm in der Saison 2001 mit seinen ersten beiden Podiumsplätzen bei den Rennen in den Niederlanden und in Tschechien. Die Saison 2003 stellte mit seinem Sieg beim Regenrennen in Assen sowie fünf weiteren Podiumsplatzierungen sein erfolgreichstes WM-Jahr dar. An diese Erfolge konnte Jenkner Saison 2004 allerdings nicht anknüpfen.
Im Jahr 2005 erfolgte der durch eine Altersbegrenzung in der 125-cm³-Klasse erzwungene Umstieg in die Klasse bis 250 cm³. Die Saison begann wenig verheißungsvoll mit Stürzen und Verletzungen. Bei seinem Heimrennen auf dem Sachsenring, dem neunten Rennen in der 250er-Klasse des Jahres, sammelte der Sachse mit dem 14. Platz die ersten beiden WM-Punkte auf sein Konto. Am Ende erreichte Jenkner in der Weltmeisterschaft lediglich den 23. Platz mit 13 WM-Punkten.
Da er für 2006 kein konkurrenzfähiges Material für die WM erhielt, zog sich Steve Jenkner offiziell vom Rennsport zurück, um allerdings nur wenige Monate später die Chance zu ergreifen, einen Vertrag als Testfahrer für die italienische Traditionsmarke Fantic zu unterschreiben. Im Rahmen dieser Tätigkeit ging Jenkner auch erneut bei einigen Rennen zur Europameisterschaft an den Start.
Jenkner, der bereits seit 1996 mit seiner Firma Racespare.com selbstständig ist, war von 2007 bis 2012 Reifentechniker für den japanischen Hersteller Bridgestone in der MotoGP-Klasse der Motorrad-WM. Im Rahmen dieser Tätigkeit betreute er u. a. Casey Stoner, Valentino Rossi und Nicky Hayden. Zwischen 2013 und 2015 arbeitete er als Fahrwerkstechniker für Öhlins in der Superbike-Klasse der Deutschen Straßenmeisterschaft und betreute dort u. a. Max Neukirchner, Javier Forés und Lorenzo Lanzi. Ab 2016 war er für Öhlins als Techniker in der Superbike-Weltmeisterschaft im niederländischen Ten-Kate-Team beispielsweise für Nicky Hayden, Michael van der Mark und Stefan Bradl aktiv.

## Statistik

### Ehrungen
- ADAC Junior-Motorsportler des Jahres: 1997

### In der Motorrad-Weltmeisterschaft
| Saison | Klasse  | Team                        | Motorrad | Rennen | Siege | Zweiter | Dritter | Poles | Schn. Runden | Punkte | Ergebnis |
| ------ | ------- | --------------------------- | -------- | ------ | ----- | ------- | ------- | ----- | ------------ | ------ | -------- |
| 1997   | 125 cm³ | Aprilia ADAC Sachsen        | Aprilia  | 15     | –     | –       | –       | –     | –            | 20     | 19.      |
| 1998   | 125 cm³ | Marlboro ADAC Sachsen       | Aprilia  | 14     | –     | –       | –       | –     | –            | 45     | 17.      |
| 1999   | 125 cm³ | Marlboro ADAC Sachsen       | Aprilia  | 14     | –     | –       | –       | –     | –            | 54     | 15.      |
| 2000   | 125 cm³ | ADAC Sachsen PEV Massivhaus | Honda    | 16     | –     | –       | –       | –     | –            | 74     | 12.      |
| 2001   | 125 cm³ | LAE UGT 3000                | Aprilia  | 16     | –     | –       | 2       | –     | –            | 94     | 11.      |
| 2002   | 125 cm³ | UGT 3000 Abruzzo            | Aprilia  | 16     | –     | –       | 5       | –     | 3            | 168    | 5.       |
| 2003   | 125 cm³ | Exalt Cycle Red Devil       | Aprilia  | 16     | 1     | 2       | 3       | –     | 1            | 151    | 6.       |
| 2004   | 125 cm³ | Rauch Bravo                 | Aprilia  | 16     | –     | 1       | –       | 1     | 2            | 122    | 8.       |
| 2005   | 250 cm³ | Nocable.it Race             | Aprilia  | 14     | –     | –       | –       | –     | –            | 13     | 23.      |
| Gesamt | Gesamt  | Gesamt                      | Gesamt   | 137    | 1     | 3       | 10      | 1     | 6            | 741    |          |